# Anders Bremmer

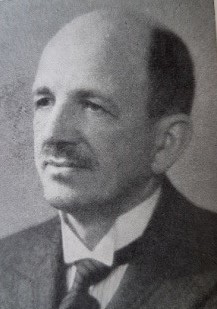
Porträtt av Anders Bremmer på sin 50-årsdag 1937

Anders Reinhold Bremmer, född 11 oktober 1887 i Lindesbergs socken, död 28 juni 1975 i Örebro, var en svensk ingenjör och företagsledare.

## Biografi
Efter avlagd ingenjörsexamen 1907 hade Bremmer anställning som konstruktör i Stockholm. Han var anställd vid Arboga Mekaniska Verkstads turbinavdelning 1911–1917 och Bergsundets Mekaniska Verkstad i Stockholm 1917–1919. Därefter arbetade han vid Vaplands Mekaniska Verkstad i Nälden 1919–1924 och kom 1924 till Arbrå Verkstads AB som bolagets disponent och verkställande direktör. Vid Bremmers tillträde brottades Arbrå Verkstads AB med stora svårigheter. Första tiden gick tillverkningen i samma hjulspår som tidigare, men Bremmer redovisade nya planer för bolagets styrelse i november 1924, nämligen fortsatt verksamhet med jordbruksmaskiner och maskiner för sågverk- och cellulosamaskiner; dessutom föreslog han tillverkning av vägmaskiner. Företaget genomgick en betydande utveckling under Bremmers tid där.
I hans äktenskap med Elsa Bremmer, född Carlén (1888–1980), föddes sönerna Gunnar Bremmer (1915–2014), VD vid Arbrå Verkstads AB och Svedala Arbrå AB, och Sten Bremmer (1917–2011), konstruktionschef och platschef vid Arbrå Verkstads AB, samt dottern Marianne Bremmer (1920–2018), gift Källström.